# بلديات ولاية بشار
بلديات ولاية بشار قائمة البلديات في ولاية بشار حسب توزيعها على الدوائر مع الرمز البريدي وعدد السكان.
حيث تنقسم ولاية بشار إلى 21 بلدية موزعة على 12 دائرة منها ستة (06) دوائر مكونة من بلدية واحدة. أما التقسيم الإداري الجديد فقد أسفر إلى ترقية دائرة بني عباس بولاية بشار إلى ولاية منتدبة  يسيرها والي منتدب تشمل 06 دوائر هي «بني عباس، كرزاز، الواتة، تبلبالة، أولاد خيضر، إيقلي» تشرف على تسيير 10 بلديات هي بني عباس، تامترت، كرزاز، بني يخلف، تيمودي، الواتة، تبلبالة، أولاد خيضر، قصابي، إيقلي.

## البلديات
| دوائر ولاية بشار                | البلديات          | الرمز البريدي | عدد السكان |
| ------------------------------- | ----------------- | ------------- | ---------- |
| بشار                            | بشار              | 0801          |            |
| القنادسة                        | القنادسة          | 0810          |            |
| القنادسة                        | المريجة           | 0804          |            |
| بني ونيف                        | بني ونيف          | 0821          |            |
| لحمر                            | لحمر              | 0806          |            |
| لحمر                            | موغل              | 0816          |            |
| لحمر                            | بوكايس            | 0815          |            |
| تاغيت                           | تاغيت             | 0813          |            |
| العبادلة                        | العبادلة          | 0817          |            |
| العبادلة                        | عرق فراج          | 0802          |            |
| العبادلة                        | مشرع هواري بومدين | 0809          |            |
| دوائر الولاية المنتدبة بني عباس | البلديات          | رمز البلدية   | عدد السكان |
| بني عباس                        | بني عباس          | 0807          |            |
| بني عباس                        | تامترت            | 0820          |            |
| إقلي                            | إقلي              | 0811          |            |
| الواتة                          | الواتة            | 0814          |            |
| كرزاز                           | كرزاز             | 0818          |            |
| كرزاز                           | بني يخلف          | 0808          |            |
| كرزاز                           | تيمودي            | 0805          |            |
| أولاد خضير                      | أولاد خضير        | 0803          |            |
| أولاد خضير                      | قصابي             | 0819          |            |
| تبلبالة                         | تبلبالة           | 0812          |            |

### مواضيع ذات صلة
- وزارة الداخلية الجزائرية
- ولاية بشار
- دوائر ولاية تندوف
- قائمة بلديات تندوف
- دوائر ولاية سطيف
- قائمة بلديات سطيف
- دوائر ولاية البويرة
- دوائر ولاية برج بوعريريج
- دوائر ولاية بومرداس

### وصلات خارجية
- وزارة الداخلية الجزائرية
- الموقع الرسمي لولاية بشار

## قائمة المراجع
1. ↑  "بشار: ترقية بني عباس إلى ولاية منتدبة.. دواليب عجلة التنمية معطلة". النهار تي في (بfr-FR). Archived from the original on 2019-12-13. Retrieved 2019-10-24.{{استشهاد ويب}}:  صيانة الاستشهاد: لغة غير مدعومة (link)
2. ↑  "Site Officiel de la Wilaya de Béchar". www.wilaya-bechar.gov.dz. مؤرشف من الأصل في 2019-04-05. اطلع عليه بتاريخ 2019-10-24.
3. ↑  ""الولايات المنتدبة" تفتح باب الغضب على الحكومة". الشروق أونلاين. 3 فبراير 2015. مؤرشف من الأصل في 2019-12-13. اطلع عليه بتاريخ 2019-10-24.
4. ↑  "ترقية الولايات المنتدبة المُستحدثة في الجنوب إلى ولايات كاملة الصلاحيات قريبا". السلام اليوم. 7 يناير 2019. مؤرشف من الأصل في 2019-12-13. اطلع عليه بتاريخ 2019-10-24.
5. ↑  "الموقع الرسمي لبلدية القنادسة". commune-kenadsa.dz. مؤرشف من الأصل في 2019-03-03. اطلع عليه بتاريخ 2019-10-24.
6. ↑  "أولاد رافع (بلدية أولاد خضير) بشار 08-قرى ولاية بشار - قرى الجزائر -". vitaminedz.com (بar-AR). Archived from the original on 2019-12-13. Retrieved 2019-10-24.{{استشهاد ويب}}:  صيانة الاستشهاد: لغة غير مدعومة (link)
7. ↑  "صور رائعة لتضامن أهل أدرار مع العالقين بالطريق الوطني رقم 6 أمس". الجزائرية للأخبار. 15 أغسطس 2019. مؤرشف من الأصل في 2019-12-13. اطلع عليه بتاريخ 2019-10-24.
8. ↑  "http://www.ons.dz/collections/pop1_national.pdf" (PDF). مؤرشف من الأصل (PDF) في 13 يوليو 2019. اطلع عليه بتاريخ 24/10/2019. {{استشهاد بدورية محكمة}}: الاستشهاد بدورية محكمة يطلب |دورية محكمة= (مساعدة)، تحقق من التاريخ في: |تاريخ الوصول= (مساعدة)، وروابط خارجية في |عنوان= (مساعدة)
9. ↑  "قريبا..تمرير ترقية ولايات منتدبة بالجنوب عبر البرلمان". جريدة التحرير الجزائرية. مؤرشف من الأصل في 2019-12-13. اطلع عليه بتاريخ 2019-10-24.